# Kutinska Slatina
Kutinska Slatina es una localidad de Croacia en el ejido de la ciudad de Kutina, condado de Sisak-Moslavina.

## Geografía
Se encuentra a una altitud de 180 m s. n. m. a 87,7 km de la capital nacional, Zagreb.

## Demografía
En el censo 2011, el total de población de la localidad fue de 580 habitantes.
| Gráfica de población de Kutinska Slatina 1857-2011                  |
|                                                                     |
| Según los censos de población de la oficina estadística de Croacia. |